# Hiroši Sugimoto

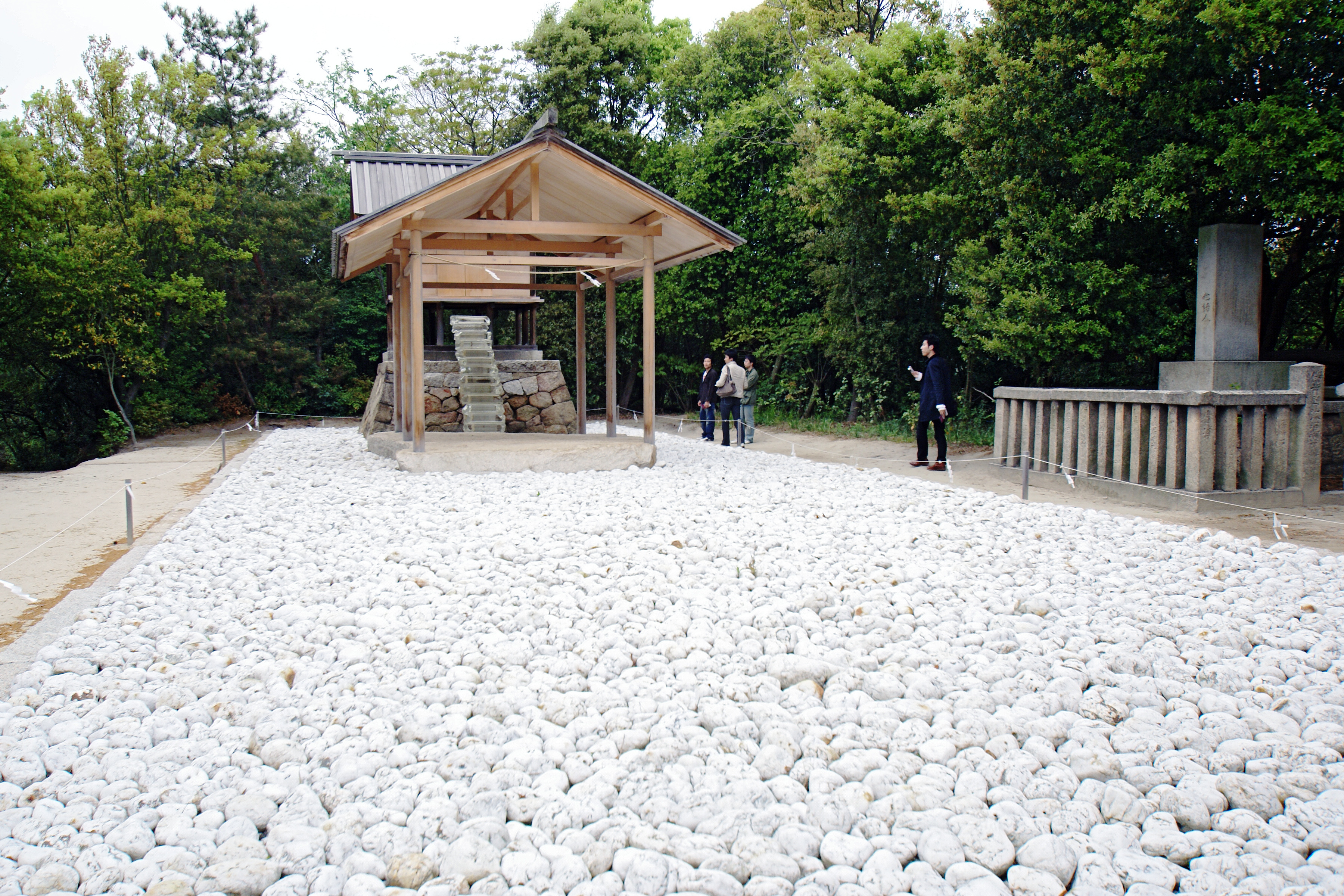
Jeden z architektonických projektů, na kterém měl Sugimoto podíl - obnova svatyně Gooh, Naoshima, Prefektura Kagawa, Japonsko

Hiroši Sugimoto (japonsky 杉本博司, Sugimoto Hiroši; * 23. února 1948) je japonský fotograf v současné době působí mezi Tokijem v Japonsku a New Yorkem v USA.

## Život a dílo
Narodil a vyrůstal v Tokiu, v roce 1970 vystudoval sociologii a politiku na Univerzitě svatého Pavla v Tokiu. O dva roky později jako umělec získal titul BFA v oboru výtvarných umění na Art Center College of Art and Design v Los Angeles. Poté se Sugimoto usadil v New Yorku. Sugimotovy fotografie slouží jako časová kapsle pro sérii událostí v čase. Jeho práce se zaměřuje na pomíjivost života a konflikt mezi životem a smrtí.
Sugimoto je také ovlivněn spisy a dílem Marcela Duchampa, stejně jako dadaistů a surrealistického hnutí jako celku. Na konci 20. století projevil velký zájem o moderní architekturu.
Za používání velkoformátových kamer 8×10 palců a extrémně dlouhých expozic získal Sugimoto pověst jako fotograf vysokých technických dovedností. Je uznáván stejně jak pro koncepční tak i za filozofické aspekty své práce.
Sugimoto začal pracovat s dioramaty v roce 1976. Jeho série Portréty začala vznikat v roce 1999. V této řadě Sugimoto fotografoval voskové figuríny Jindřicha VIII. (1491–1547) a jeho manželky. Tyto voskové figuríny jsou inspirovány portréty počátku 16. století a při fotografování se Sugimoto pokusil napodobit osvětlení, které v tom čase používali tehdejší malíři.

## Ceny a ocenění
- 1995 – Cena Higašikawa
- 2001 – Hasselblad Award

## Knihy
- Seascapes. Los Angeles: Museum of Contemporary Art, 1994. ISBN 0-914357-32-8.
- Time Exposed. London: Thames & Hudson, 1995. ISBN 0-500-97427-6.
- In Praise of Shadows. Germany: Steidl, 2000. ISBN 4-7713-3414-5.
- Theatres. Koln: Walther Konig, 2006. ISBN 0-615-11596-9.